# Gnathia mulieraria
Gnathia mulieraria is een pissebed uit de familie Gnathiidae. De wetenschappelijke naam van de soort is voor het eerst geldig gepubliceerd in 1924 door Hale.